# Fabio Feldmann
Fábio José Feldmann (São Paulo, 14 de maio de 1955) é um advogado, ambientalista e político brasileiro. Um dos fundadores da Fundação SOS Mata Atlântica, da qual foi também o primeiro presidente, Feldmann tem atuado como consultor em questões ambientais e de desenvolvimento sustentável, nos últimos anos, bem como conferencista em eventos nacionais e internacionais.

## Biografia

### Infância e formação
Fabio Feldmann nasceu na cidade de São Paulo, no bairro do Brooklin, entretanto cresceu no bairro de Higienopólis, sua ascendência materna é húngara, seus pais, o casal Sara Feldmann e Jorge Feldmann tiveram Fabio e outros dois filhos.
Fabio é administrador de empresas formado pela Faculdade Getúlio Vargas em 1977 e advogado pela Faculdade de Direito do Largo São Francisco em 1979, Feldann formou-se quase simultaneamente nos dois cursos, cursava um hora de manhã e outro a noite. 

### Carreira política

#### Deputado federal (1987-1999)
Feldmann foi eleito deputado federal por três mandatos consecutivos, no primeiro mandato atuou como deputado constituinte na elaboração da Constituição de 1988, sendo responsável pela elaboração do capítulo destinado ao meio ambiente, um dos textos mais completos e avançados referente à esta temática no mundo.
Durante sua vida legislativa, Feldmann foi autor de diversas leis, abrangendo uma vasta gama de temas como educação ambiental, resíduos sólidos, pilhas, baterias, energia nuclear, proteção da Mata Atlântica e de cavidades subterrâneas, estudos de impacto ambiental, auditorias ambientais e embalagens, entre outros. Dentre as principais leis destacam-se a Lei de Redução de Emissões de Poluentes por veículos, a Política Nacional de Educação Ambiental e a Lei de Acesso Público aos Dados e Informações Ambientais. Além disso, Feldmann foi relator de importantes leis como a Política Nacional de Recursos Hídricos, do Sistema Nacional de Unidades de Conservação da Natureza e da Convenção Quadro das Nações Unidas sobre Diversidade Biológica. 
Em 1991 foi nomeado Presidente da Comissão de Defesa do Consumidor, Meio Ambiente e Minorias da Câmara dos Deputados e em 1992 foi o chefe da delegação brasileira dos parlamentares na Conferência das Nações Unidas sobre Meio Ambiente e Desenvolvimento – Rio 92. No ano seguinte foi relator adjunto da Revisão Constitucional para as matérias relativas ao meio ambiente, defesa do consumidor, minorias e abuso do poder econômico. Alguns de seus Projetos de Lei ainda estão em tramitação no Congresso, dentre os quais destacam-se a Política Nacional de Resíduos Sólidos, a Lei de Proteção da Mata Atlântica e o Estatuto das Sociedades Indígenas.

#### Secretário de Meio Ambiente (1995-1998)
Em 1995, Feldmann assumiu o cargo de Secretário Estadual de Meio Ambiente de São Paulo, no qual atuou até 1998.
Em São Paulo, baseou a definição de prioridades na estratégia de despertar a consciência das pessoas para sua condição de atores sociais e de criar um espaço público para a discussão dos temas ambientais. Fabio Feldmann estabeleceu como premissa básica de governo a implantação da Agenda 21 no Estado e para tal estruturou 10 programas prioritários, com os seguintes temas: Apoio às ONGs, Consumidor e Meio Ambiente, Controle Ambiental, Gestão Ambiental Descentralizada, Mudanças Climáticas Globais, Prevenção à Redução da Camada de Ozônio, Conservação da Biodiversidade, Recursos Hídricos, Resíduos Sólidos, Educação Ambiental.

#### Campanha a prefeitura de São Paulo (1992)

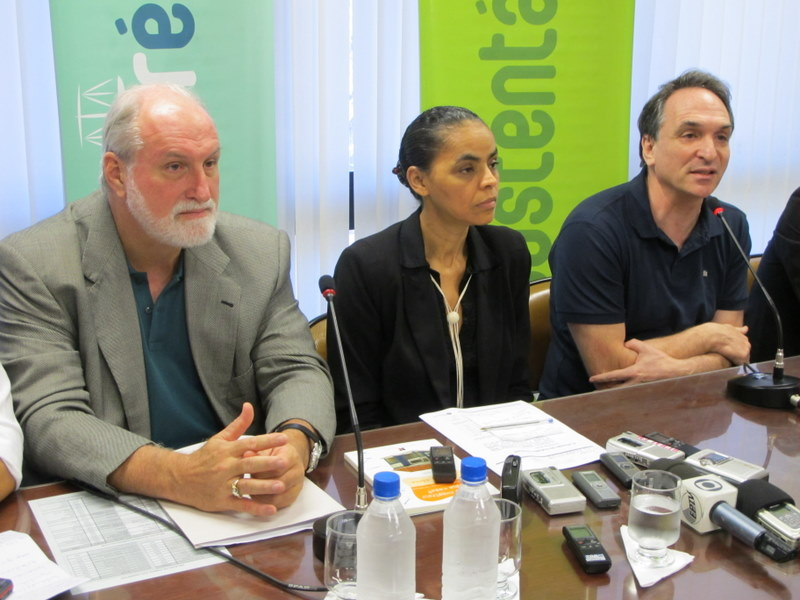
Fabio Feldmann acompanhado de Marina Silva e Ricardo Young em abril de 2010

Em 1992, Fabio Feldmann filiado ao PSDB tornou-se candidato do partido na eleição municipal de 1992 a prefeitura de São Paulo, foi a segunda vez que os tucanos disputavam a prefeitura da maior cidade brasileira, José Serra havia estreado o partido na disputa em 1988, apesar de não eleito Feldmann obteve votação igual a 243.097 votos, se colocando em quarto lugar. Apesar de não ter declarado apoio ao candidato Paulo Maluf no segundo turno da eleição, Feldmann assinou um documento de não adesão a candidatura do segundo colocado Eduardo Suplicy, o que gerou especulações a época, em 2000, Fábio Feldmann desmentiu.
"Cometi o erro de assinar um documento na época dizendo que o PSDB não deveria apoiar Suplicy e acabei sendo mal interpretado".— Fabio Feldmann.

#### Campanha ao governo de São Paulo (2010)
Em 2010, Fabio Feldmann candidatou-se pelo Partido Verde ao governo do Estado de São Paulo. O anúncio oficial deu-se em 11 de abril de 2010 em evento do partido, Rogerio Menezes foi escolhido como candidato a vice-governador. Após o pleito, ficou em 5º lugar com 940.379 votos, cerca de 4,13% dos votos.

## Atuação política ambiental

#### Governo Fernando Henrique Cardoso (1997-2003)
Entre 1997 e 2002 foi membro oficial da delegação brasileira nas Conferências das Partes da Convenção Quadro das Nações Unidas sobre Mudanças Climáticas, dentre elas a Conferência realizada em Kyoto, que deu origem ao Protocolo de mesmo nome.
Em 2000, em uma iniciativa conjunta com o então presidente Fernando Henrique Cardoso, criou o Fórum Brasileiro de Mudanças Climáticas com o objetivo principal de disseminar e engajar as diferentes esferas da sociedade (sociedade civil, governo e iniciativa privada) na discussão sobre o tema das mudanças climáticas. Além disso, o Fórum tinha o intuito de preparar o presidente da República e seus ministros para a interlocução com os demais atores internacionais. Fabio Feldmann atuou como seu secretário-executivo até o ano de 2004, organizando uma série de eventos e reuniões para capacitar os vários atores. Esta iniciativa foi apoiada e reconhecida pela comunidade internacional e órgãos internacionais, que viram na mesma o embrião de um novo modelo de participação, no qual toda a sociedade é engajada a participar e se informar sobre as diferentes questões que permeiam seu convívio.
Em 2002, Fabio Feldmann foi designado coordenador das iniciativas brasileiras de preparação para a Cúpula Mundial sobre Desenvolvimento Sustentável, que foi realizada em agosto do mesmo ano na cidade de Johannesburg. Fabio Feldmann conduziu uma série de ações em conjunto com múltiplos stakeholders no que tange ao estabelecimento de políticas e iniciativas para que a noção de desenvolvimento sustentável fosse realmente assimilada no país, como a discussão e elaboração de uma proposta latino-americana em conjunto com os países do Caribe a respeito do aumento do uso de fontes renováveis de energia em sua matriz energética, que deveria ser levada à Johannesburg; a ratificação do Protocolo de Cartagena; a ratificação do Protocolo de Kyoto; a criação de várias áreas de preservação na Mata Atlântica e Amazônia e a aceleração da aprovação de vários projetos de lei relacionados ao tema ambiental.

#### Independente
No início do ano de 2005, Feldmann assessorou a criação do Fórum Paulista de Mudanças Climáticas Globais e de Biodiversidade, iniciativa do Governo do Estado de São Paulo, que segue parte do modelo proposto pelo Fórum Brasileiro, porém agrega um relevante tema em sua agenda: a conservação da biodiversidade. Feldmann ocupou o cargo de secretário-executivo do Fórum Paulista de Mudanças Climáticas Globais e de Biodiversidade até abril de 2010.
Fabio Feldmann tem participado ativamente de inúmeras organizações da sociedade civil desde o início de sua vida acadêmica e profissional, foi consultor jurídico da Associação Paulista de Proteção à Natureza (APPN) e, em 1980, fundou, com outros ambientalistas, a OIKOS – União dos Defensores da Terra, entidade da qual se tornou presidente alguns anos depois. A partir daí, sua atuação se confundiu com a da OIKOS, onde lançou campanhas de caráter nacional em defesa do Pantanal e da Amazônia. Entre suas bandeiras mais importantes estava a luta contra a poluição de Cubatão, pólo petroquímico de São Paulo, conhecido como o “Vale da Morte” e considerado, na época, “área de segurança nacional”. Sua primeira vitória foi a criação da Associação das Vítimas da Poluição e das Más Condições de Vida em Cubatão. O movimento culminou com uma ação civil pública no valor estimado de 800 milhões de dólares contra 23 empresas do pólo petroquímico, por graves prejuízos causados à saúde humana e à flora e à fauna da Serra do Mar.
Mais tarde, foi o fundador da SOS Mata Atlântica, da qual foi também o primeiro presidente, do Instituto GEA – Ética e Meio Ambiente e da Fundação Onda Azul. 
Além disso, atua como conselheiro na The Nature Conservancy Brasil, na Amigos da Terra – Amazônia Brasileira, no Instituto Akatu, no Centro de Estudos em Sustentabilidade da Fundação Getúlio Vargas – GVces  e na própria SOS Mata Atlântica. Foi membro do primeiro conselho do GRI (Global Reporting Initiative), do Grupo Especial para a Rio+10 da IUCN (International Union for Conservation of Nature and Natural Resources) e é membro o conselho da ONG internacional Ecological Footprint. Participa também dos Conselhos Editoriais da Revista Horizonte Geográfico, da Revista Direito Ambiental (Revista dos Tribunais) e da Revista Página 22 – Informação para o Novo Século.
Fabio Feldmann tem atuado também como consultor em questões ambientais e de desenvolvimento sustentável. Em 1999 foi consultor da Aspinwall & Company Limited em um projeto sobre mudanças climáticas, em 2000 foi consultor especial sobre mudanças climáticas do BID – Banco Interamericano de Desenvolvimento e em 2001 foi consultor do PNUMA – Programa das Nações Unidas para o Meio Ambiente – para a Cúpula Mundial sobre Desenvolvimento Sustentável na África do Sul. Foi coordenador do projeto do ISER.
Além disso, tem sido constantemente convidado para ser conferencista em eventos nacionais e internacionais, trabalhando na maioria das vezes temas como desenvolvimento sustentável, mudanças climáticas, legislação ambiental e responsabilidade corporativa, já tendo sido conferencista em seminários do Banco Mundial e no Congresso Norte-Americano. Organizou, participou e apoiou diversas publicações sobre desenvolvimento sustentável, consumo consciente, mudanças climáticas e outros assuntos relacionados à temática ambiental.

## Proposições legislativas

### Como deputado constituinte
Capítulo VI da Constituição Federal de 1988 destinado ao meio ambiental.

### Como deputado federal

#### Autoria
Lei nº 9.795/99 – Institui a Política Nacional de Educação Ambiental e dá outras providências. A lei define educação ambiental como o processo de construção de valores sociais, habilidades, atitudes, competências e conhecimentos individuais e coletivos, voltados à preservação do meio ambiente e seu uso sustentável. Estabelece diretrizes e parâmetros para que a educação ambiental seja estabelecida em todos os níveis e modalidades do processo educativo, em caráter formal e não-formal, considerando importantes e atribuindo funções aos atores: Poder Público, órgãos integrantes ao Sistema Nacional do Meio Ambiente (SISNAMA), meios de comunicação em massa, empresas e sociedade privada e a sociedade como um todo.
Lei nº 10.166/00 – Altera a Lei 7.542, de 26 de setembro de 1986 e dispõe sobre a pesquisa, exploração, remoção e demolição de coisas ou bens afundados, submersos, encalhados e perdidos em águas sob jurisdição nacional, em terreno de marinha e seus acrescidos e em terras marginais, em decorrência de sinistro, alijamento ou fortuna do mar, e dá outras providências.
Lei nº 9.966/00 – Dispõe sobre a prevenção, controle e fiscalização da poluição causada por lançamento de óleo e outras substâncias nocivas ou perigosas em portos organizados, instalações portuárias, plataformas, navios e instalações de apoio em águas sob jurisdição nacional. Prevê a obrigação de disporem de instalações ou meios adequados para o recebimento e tratamento dos diversos tipos de resíduos, bem como a elaboração de um manual de procedimento interno para o gerenciamento dos resíduos da poluição. Ainda, consagra o Instituto de Auditorias Ambientais a cujo teor "as entidades exploradoras de portos organizados e instalações portuárias e os proprietários e exploradores de plataformas e suas instalações de apoio deverão realizar auditorias ambientais bienais independentes com o objetivo de avaliar os sistemas de gestão e controle ambiental em suas unidades".
Lei nº 10.650/03 – Dispõe sobre o acesso público aos dados e informações ambientais existentes nós órgãos e entidades integrantes do SISNAMA (Sistema Nacional do Meio Ambiente) - matéria ambiental, impacto ambiental, efluentes líquidos, efluentes gasosos, produção, resíduos sólidos, substâncias tóxicas, substâncias perigosas, diversidade biológica, organismos geneticamente modificados, órgãos ambientais. Tais órgãos deverão, segundo a lei, permitir o acesso público aos documentos, expedientes e processos administrativos que tenham referência ao meio ambiente, e fornecer todas as informações ambientais que estejam sob sua guarda, em meio escrito, visual, sonoro ou eletrônico, especialmente ou relativas. Dentre outras providências, destaca-se que deverão ficar disponíveis listagens e publicações contendo dados referentes à: pedidos de licenciamento, autos de infrações, reincidências em infrações ambientais, recursos interpostos em processo admistrativo ambiental e registro de apresentação de estudo de impacto ambiental.
Lei nº 11.428/06 – Dispõe sobre a utilização e proteção da vegetação nativa do Bioma Mata Atlântica e dá outras providências. Este diploma legal é o primeiro a conferir proteção especial a um dos biomas contidos no rol do artigo 225, §4º da Constituição Federal. Sua aplicação conferirá a preservação do remanescente da Mata Atlântica, a restauração de áreas degradadas e sustentabilidade ao manejo florestal do bioma.

#### Relatoria
Lei nº 8.884/94 – Dispõe sobre o controle do abuso do poder econômico que vise à dominação dos mercados, à eliminação da concorrência e ao aumento arbitrário dos lucros – Lei Antitruste. Transforma o Conselho Administrativo de Defesa Econômica (Cade) em Autarquia e dispõe sobre a prevenção e repressão às infrações contra a ordem econômica, orientada pelos ditames constitucionais de liberdade de iniciativa, livre concorrência, função social da propriedade e defesa dos consumidores. O Ministério Público Federal adquire então os papéis de: oficiar nos processos sujeitos à apreciação do CADE, promover a "execução de seus julgados ou do compromisso de cessação" e adotar as medidas judiciais necessárias em defesa da "ordem econômica e financeira".
Lei nº 9.433/97 – Institui a Política Nacional de Recursos Hídricos, que considera a água um recurso natural limitado e dotado de valor econômico; visa assegurar às atuais e futuras gerações sua disponibilidade. A utilização integrada e racional dos recursos hídricos e a prevenção contra eventos hidrológicos críticos de origem natural ou decorrentes do uso inadequado dos recursos naturais. Cria o Sistema Nacional de Gerenciamento de Recursos Hídricos, regulamenta o inciso XIX do artigo 21 da Constituição Federal e altera o artigo 1º da Lei nº 8.001, de 13 de março de 1990, que modificou a Lei nº 7.990, de 28 de dezembro de 1989. Foi considerada pelo Ministério do Meio Ambiente uma das leis mais modernas do mundo quanto ao tema que trata.
Lei nº 9.985/2000 – Institui o Sistema Nacional de Unidades de Conservação da Natureza – SNUC, que estabelece critérios e normas para a criação, implantação e gestão das unidades de conservação. Segundo esta lei, fica definido como Unidade de Conservação: o espaço territorial e seus recursos ambientais, incluindo as águas jurisdicionais, com características naturais relevantes, legalmente instituído pelo Poder Público, com objetivos de conservação e limites definidos, sob regime especial de administração, ao qual se aplicam garantias adequadas de proteção. A proteção especial de espaços territoriais é sem dúvida um dos instrumentos mais importantes para a preservação da fauna e flora.
Lei nº 10.257/2001 – Conhecida por Estatuto da Cidade, estabelece normas de ordem pública e interesse social que regulam o uso da propriedade urbana em prol do bem coletivo, da segurança, do bem-estar dos cidadãos, bem como do equilíbrio ambiental. Dentre os instrumentos de política urbana previstos, destaca-se o Estudo de Impacto de Vizinhança (EIV) – fruto de emenda apresentada por Fabio Feldmann. O Estudo em questão inova no ordenamento jurídico pátrio ao incorporar a importância da qualidade do meio ambiente urbano.
Convenção sobre Diversidade Biológica – Fruto da Convenção das Nações Unidas para o Meio Ambiente e Desenvolvimento – Rio 92, atuou como relator da Convenção sobre Diversidade Biológica no processo de referendo do Congresso Nacional, o que resultou na ratificação da mesma. Pela primeira vez, e em nível internacional, elaborou-se um código de conduta sobre a conservação da diversidade biológica.

## Prêmios e honrarias
Sua atuação pela preservação do meio ambiente lhe rendeu reconhecimento internacional, tendo recebido uma série de prêmios internacionais, como Trust – International Award For Conservation Achievement e em 1989 o Prêmio Global 500 das Organizações das Nações Unidas, em relação a reconhecimento nacional foi premiado Feldmann com Prêmio Sarney de Ecologia e em 1990 e em 2002 recebeu o Prêmio PNBE de Cidadania.